# Riccardo Tavernelli
Riccardo Tavernelli (Monza, 16 marzo 1991) è un cestista italiano, che gioca come playmaker o guardia nella Pallacanestro Forlì 2.015.

## Carriera
Figlio di genitori entrambi cestisti, muove i primi passi nel settore giovanile a Lissone, prima di completare il proprio percorso formativo a Desio. Debutta tra i senior nella stagione 2009-2010 con la Sangiorgese, militante in Serie C. Al termine della stagione la squadra conquista la promozione in Serie B Dilettanti, categoria in cui Tavernelli disputa anche la stagione 2010-2011.
Nel biennio successivo gioca nel Latina Basket, in Divisione Nazionale A, per poi trasferirsi a Legnano, in Divisione Nazionale B, per la stagione 2013-2014. In Lombardia fa registrare una media di 11,2 punti e 4,9 rimbalzi a partita, contribuendo alla promozione in Serie A2 Silver, ottenuta grazie alla vittoria nello spareggio della Final Four promozione disputato a Cervia proprio contro Latina, la sua ex squadra.
Nel 2014-2015 passa alla Fulgor Omegna, in A2 Silver, mentre nel 2015-2016 fa ritorno a Latina, dove chiude la stagione con una media di 12,9 punti e 4,2 rimbalzi a gara.
Per la stagione 2016-2017 si trasferisce alla Pallacanestro Trapani, con cui raggiunge i play-off di A2 venendo eliminato agli ottavi di finale da Treviso (3-0 nella serie). Nell'estate 2017 fa ritorno a Latina per la terza volta in carriera, rimanendovi per due stagioni: nel 2018-2019 contribuisce alla qualificazione della squadra alle Final Eight di Coppa Italia – conclusa con l'eliminazione ai quarti di finale per mano di Treviso – e ai play-off promozione, dove Latina viene eliminata agli ottavi di finale dalla Poderosa Montegranaro (3-2 nella serie).
Nel giugno 2019 firma con il Derthona Basket, squadra della città di Tortona. Nel settembre 2020 viene nominato nuovo capitano. In quella stagione, con 6,7 punti e 2,1 di media in regular season e 9,5 punti e 1,1 assist ai play-off, contribuisce al raggiungimento della storica promozione nella massima serie per il club bianconero. Continua ad essere capitano anche nelle successive tre annate, tutte trascorse in Serie A, durante le quali gioca poco più di 10 minuti di media nelle prime due annate e 4,9 nella terza e ultima, in cui spesso è rimasto in panchina per l'intera partita. La sua esperienza quinquennale a Tortona si conclude così nell'estate del 2024, lasciando la squadra — che nel frattempo aveva raggiunto per due volte le semifinali scudetto — con un totale di 146 presenze tra campionato, coppe nazionali e competizioni europee.
Nel luglio 2024 torna in Serie A2 firmando per una stagione con la Pallacanestro Forlì 2.015.